# Rosko Gee
Rosko Gee este un basist jamaican, care a cântat în formația engleză Traffic la producerea albumului When The Eagle Flies, dar și cu formația germană Can alături de fostul percuționist al grupului Traffic, Rebop Kwaku Baah, cu care a apărut pe albumele Saw Delight, Out of Reach și Can. A fost în turneu cu Can în 1977 în timp ce Rebop nu. De asemenea a fost și vocalist pe unele din cântecele trupei din acea perioadă.